# Calamiteitenhospitaal

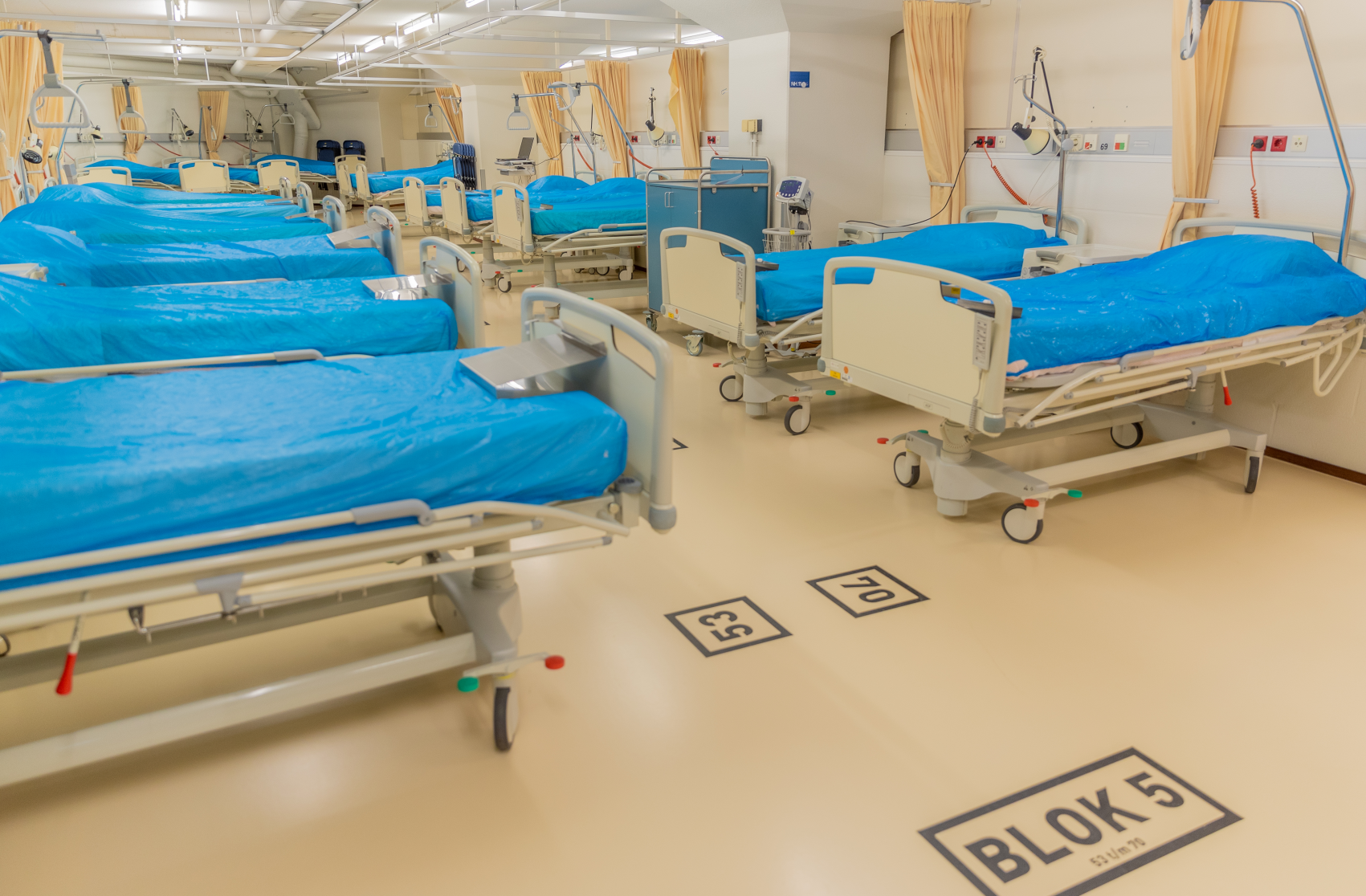
Lege bedden, buiten openstelling van het calamiteitenhospitaal

Het calamiteitenhospitaal is een stand-by ziekenhuis dat indien nodig binnen 30 minuten operationeel kan zijn voor opvang van grotere aantallen patiënten in geval van calamiteiten.
Het calamiteitenhospitaal is een samenwerking tussen het Ministerie van Defensie via het Centraal Militair Hospitaal, het Nationaal Vergiftigingen Informatie Centrum  en het UMC Utrecht. Het hospitaal is bij de nieuwbouw van het CMH binnen het UMC Utrecht gebouwd om adequate zorg te leveren aan groepen (meer dan 5 personen). Het calamiteitenhospitaal is inzetbaar:
- in oorlogssituaties, oorlogsdreiging, crises of conflictbeheersing waarbij grote aantallen militaire slachtoffers moeten worden opgevangen;
- bij ongevallen in het buitenland waarbij Nederlanders betrokken zijn die gerepatrieerd dienen te worden;
- wanneer er sprake is van specifieke situaties, zoals aanslagen of grote ongevallen waar de reguliere ziekenhuiscapaciteit niet groot genoeg zou zijn;
- situaties waarbij de Nederlandse overheid hulp aanbiedt in de medische opvang van buitenlandse slachtoffers van ongevallen in het buitenland;
- opname van een beperkt aantal patiënten nodig is met een bijzondere infectieziekte, waaronder ebola.[1][2]

Het calamiteitenhospitaal biedt plaats aan
- 100 bedden (uit te breiden tot maximaal 300 bedden)
- 50 medium care plaatsen
- 18 intensive-care plaatsen
- 4 isolatieboxen
- 3 operatiekamers
- Röntgenkamer
- 10 triage- en behandelplaatsen
- opvang voor naasten en verwanten

Het ziekenhuis heeft een eigen ventilatiesysteem.